# Inovação reversa
Inúmeras são as formas assumidas pela Inovação, dentre elas podemos citar as mais conhecidas como a Inovação Disruptiva, Radical e Incremental citadas por Clayton M. Christensen em seu livro o Dilema da Inovação.  Além disso ainda reconhece-se a Inovação frugal que assim como a Reversa despontam como aquelas insurgentes dos países em desenvolvimento.
A nova modelagem, classificada como Inovação Reversa é definida por Govindarajan (2012) como "[...] qualquer inovação que seja adotada em primeiro lugar nos países em desenvolvimento. Sempre de forma surpreendente, essas inovações desafiam a gravidade fluindo para cima"
A inovação que sempre iniciou-se nas grandes corporações dos países desenvolvidos, e posteriormente adentravam aos em desenvolvimento, altera seu padrão invertendo o fluxo, ou seja, a Inovação Reversa tem seu início pelas subsidiárias daquelas empresas ou por meio de outras corporações de países em desenvolvimento.
Essa mudança no fluxo ocorre principalmente quando as organizações instaladas nesses países percebem uma nova oportunidade ou necessidades da população local e que é captado posteriormente, como uma estratégia também aceita pelos mercados principais. Deve-se analisar que a inovação reversa pode ser também compreendida como uma tática utilizada pela sedes corporativas para ampliar seus alcance de vendas atingindo um novo mercado podendo então, possuir um impacto global.

## Utilizações da Inovação Reversa
Referências
1. ↑  Christensen, Clayton M. (2001). O dilema da inovação. 261. [S.l.]: Makron Books
2. ↑  GOVINDARAJAN, VIJAY; CHRIS TRIMBLE (2012). INOVAÇAO REVERSA: DESCUBRA AS OPORTUNIDADES OCULTAS NOS MERCADOS EME. [S.l.]: CAMPUS - RJ. ISBN 9788535259209